# Leopoldo Barreda de los Ríos
Leopoldo Barreda de los Ríos (Bilbao, 15 de maig de 1960) és un polític espanyol del Partit Popular. Diputat del Parlament Basc per Biscaia des de 1990. Portaveu del Grup Popular des de 1995 i vocal electe del Comitè Executiu Nacional del PP des del XVI Congrés. Ha sigut diputat al Congrés dels Diputats a les X, XI i XII Legislatures Espanyoles.

## Inicis
Llicenciat en Dret per la Universitat de Deusto. És pare de quatre fills. Ha estat president de Noves Generacions de l'Alianza Popular del País Basc des de 1983 a 1985. Posteriorment va exercir com a secretari general de l'extinta Alianza Popular de Biscaia des de 1985 a 1990, any en què va ser escollit com a diputat pel Parlament Basc per la província de Biscaia i president provincial del PP de Biscaia, càrrec que va ostentar fins a 2004.